# Igor Nowikow (szachista)
Igor Nowikow, ros. Игорь Новиков (ur. 23 maja 1962 w Charkowie) – amerykański szachista pochodzenia ukraińskiego, arcymistrz od 1990 roku.

## Kariera szachowa
W roku 1984 zadebiutował w mistrzostwach Związku Radzieckiego, zajmując we Lwowie dzielone V-VIII miejsce, co było sporym sukcesem. W kolejnych latach zwyciężył bądź podzielił I miejsca w wielu turniejach, m.in.: Poznań (1985), Taszkent (1986), Lwów (1986), Tuzla (1989), Polanica-Zdrój (1989, memoriał Akiby Rubinsteina), Aarhus (1991, turniej otwarty), Biełgorod (1991), Ałuszta (1992), Forli (1993, open), Antwerpia (1995, open), Portoroż (1996, open), Kair (1997), Korynt (1999, open), Nowy Jork (2001, trzykrotnie), Reno (2002) i Richardson (2004).
W latach 1992 i 1996 dwukrotnie wystąpił w reprezentacji Ukrainy na szachowych olimpiadach, zdobywając w 1996 w Erywaniu drużynowy srebrny medal. Rok później znalazł się w składzie narodowego zespołu na drużynowych mistrzostwach świata w Lucernie. Oprócz tego w roku 2004 reprezentował Stany Zjednoczone na olimpiadzie w Calvii, zaś rok później – na drużynowych mistrzostwach świata w Beer Szewie.
Najwyższy ranking w karierze osiągnął 1 lipca 1999, z wynikiem 2614 punktów zajmował wówczas 61. miejsce na światowej liście FIDE, jednocześnie zajmując 4. miejsce wśród ukraińskich szachistów.
Barwy Stanów Zjednoczonych reprezentuje od 2002 roku.